# Miquel Navarro
Pour les articles homonymes, voir Navarro.
Miquel Navarro est un peintre et sculpteur espagnol, né en 1945 à Mislata, en Espagne.

## Œuvres
Il est notamment l'auteur de la célèbre sculpture Fraternitat (en français: Fraternité) dans le Parc del Fòrum, en hommage aux victimes du camp de la Bota, assassinées par les nationalistes à Barcelone.
Il est également l'auteur de la sculpture monumentale La Panthère rose située à Valence.

## Galerie

Œuvres de Miquel Navarro
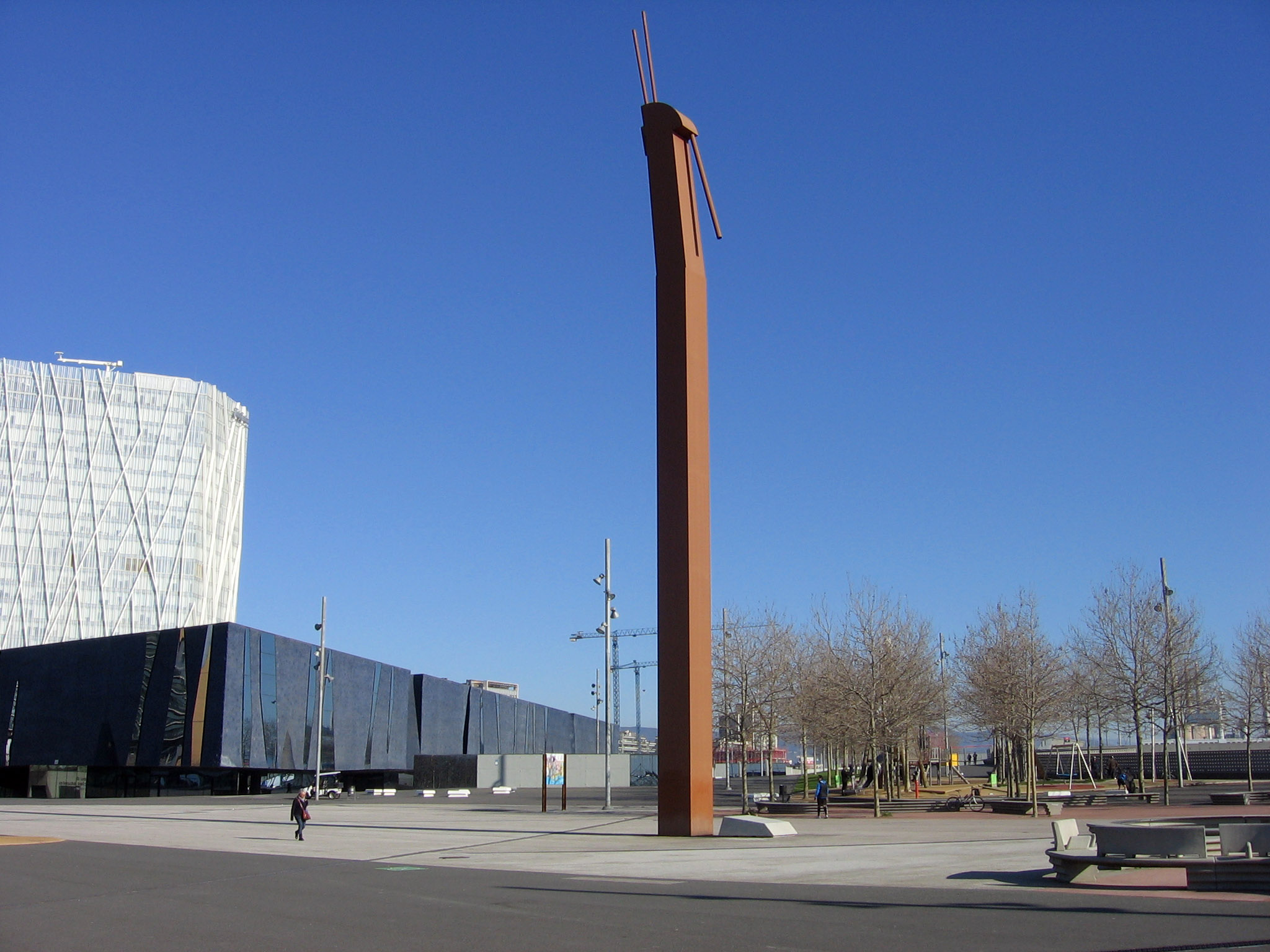
Fraternitat, camp de la Bota, Diagonal Mar, Barcelone.
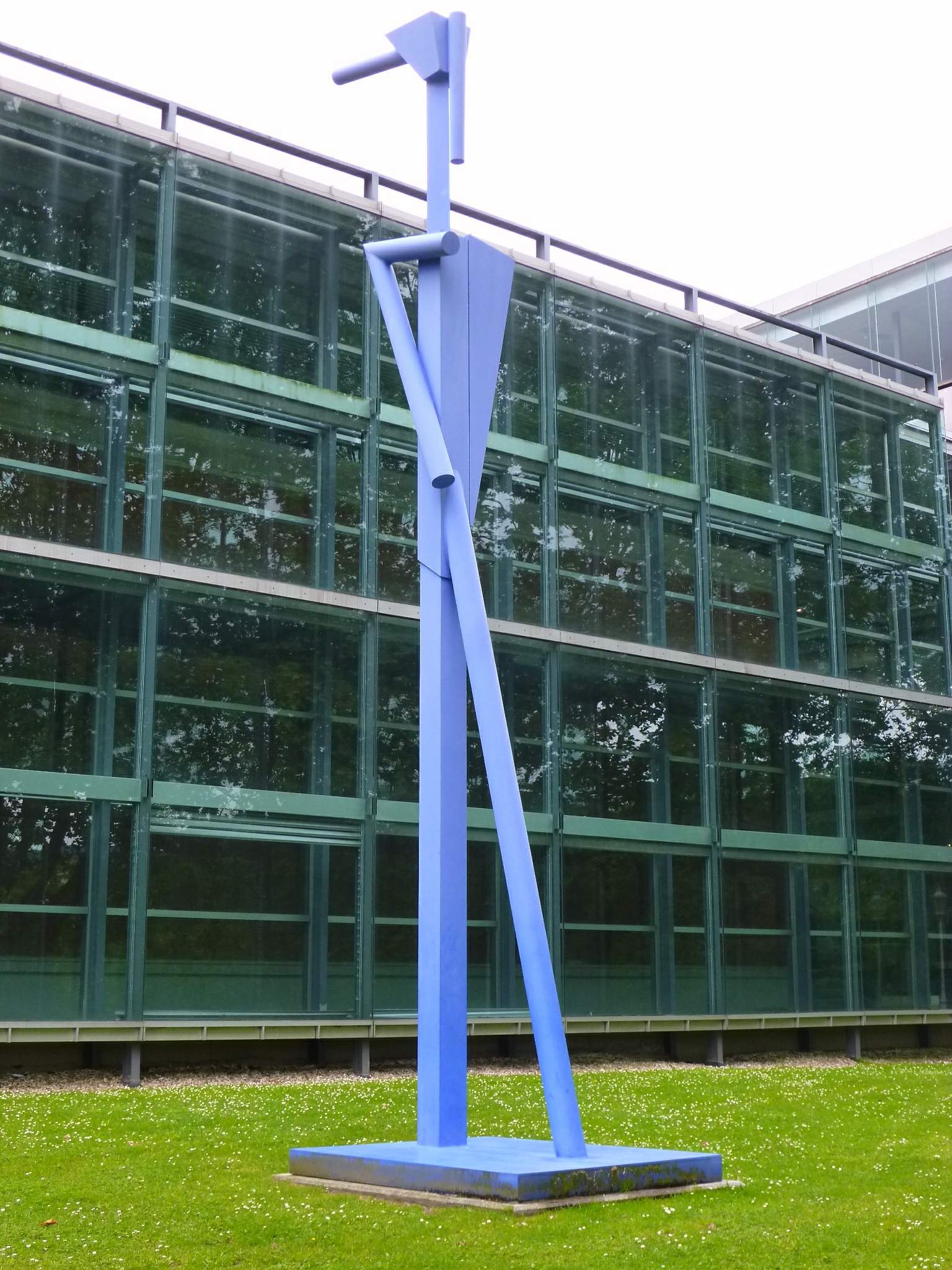
Gigantic man, Musée des Beaux-Arts de Bilbao.
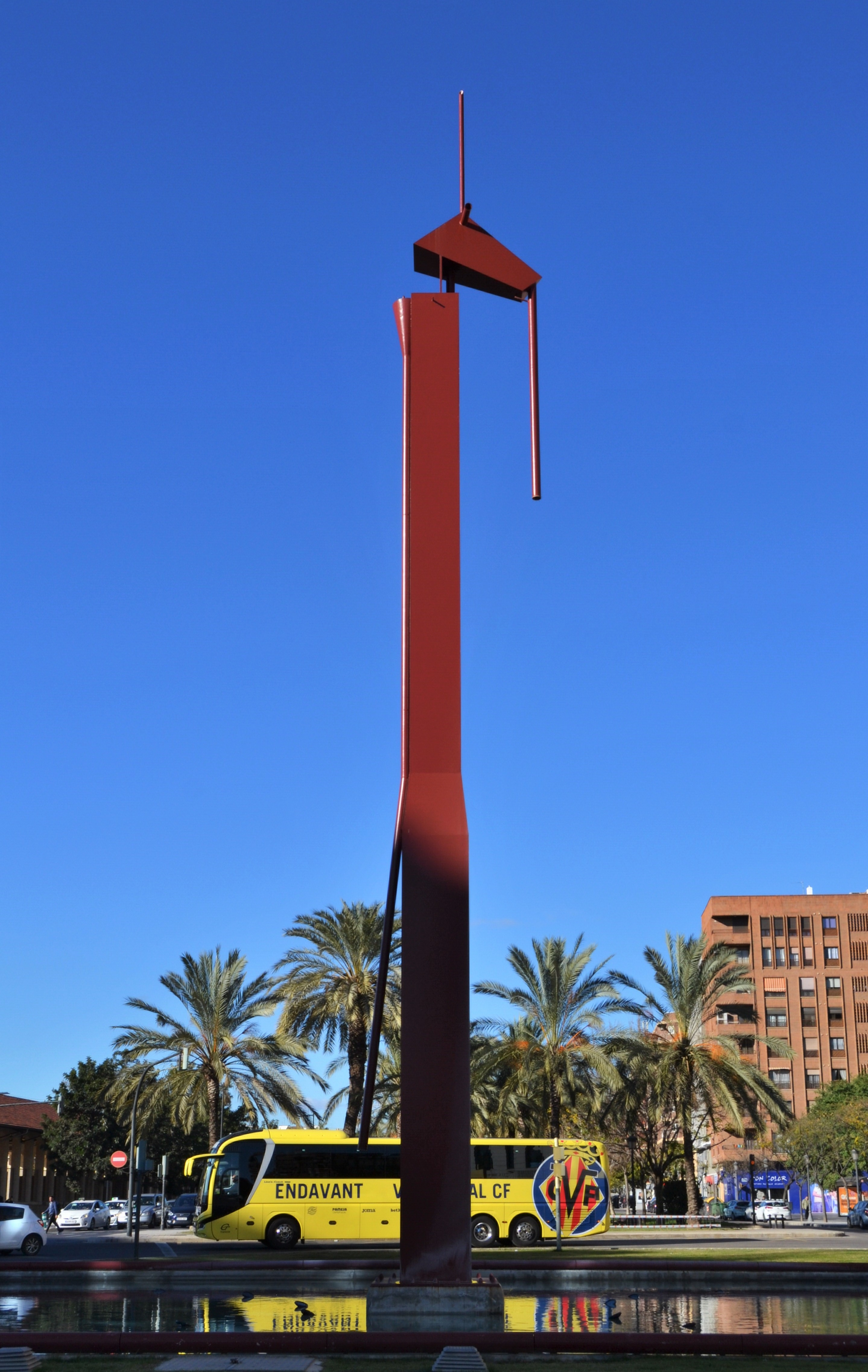
La Panthère rose (sculpture), Valence.